# ヴェネツィアの獅子

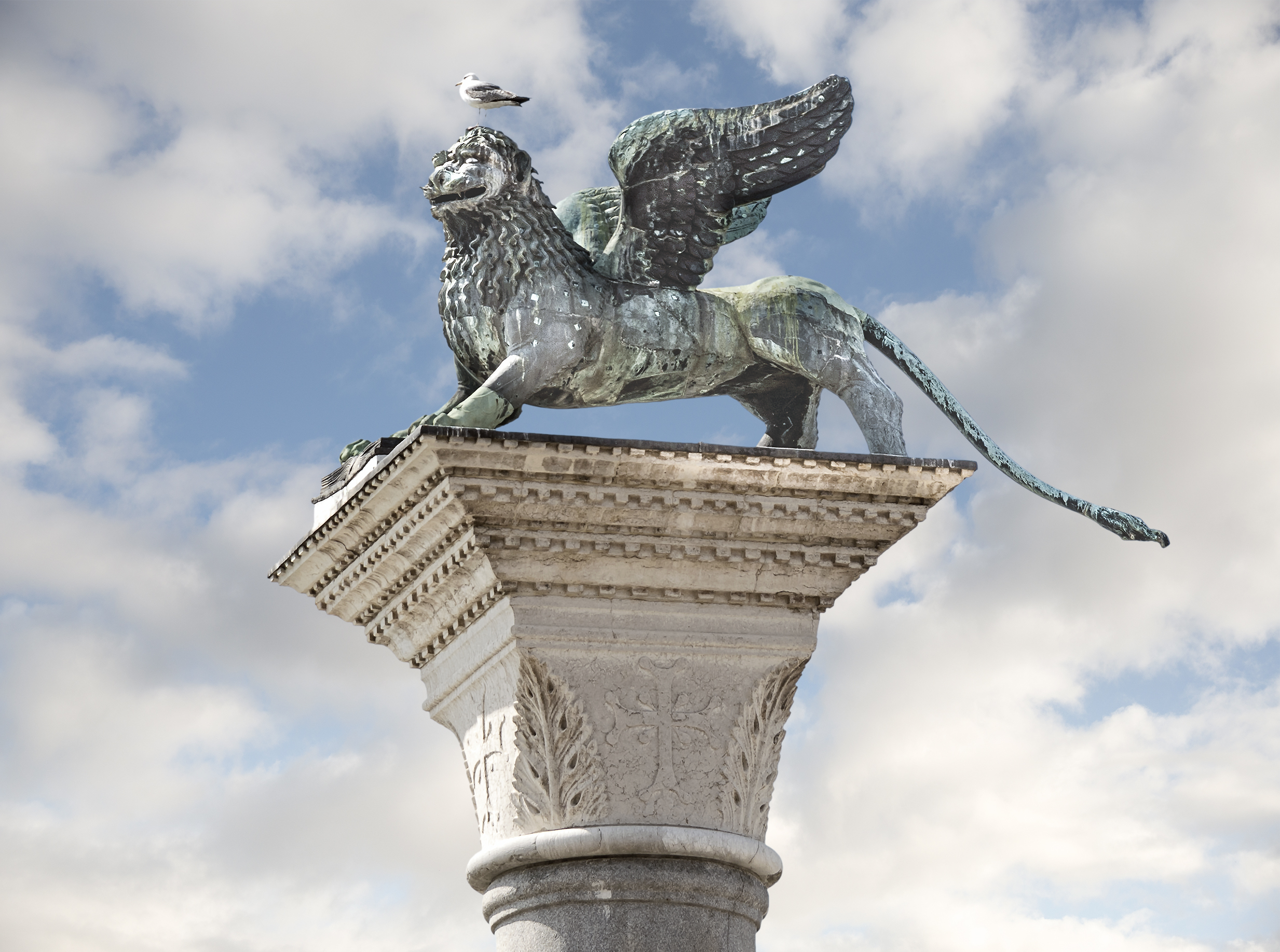
ヴェネツィアの獅子

ヴェネツィアの獅子（イタリア語: Leone di Venezia）は、イタリアの都市ヴェネツィアの象徴である「有翼の獅子（翼を持ったライオン）」のこと。9世紀、ヴェネツィア商人はアレクサンドリアにあった聖マルコの聖遺物をヴェネツィアに持ち帰った。それ以来、ヴェネツィアの守護聖人は聖マルコとされ、聖マルコを表す「有翼の獅子」もまたヴェネツィアを象徴するものとされるようになった。
12世紀頃に、ヴェネツィアのサン・マルコ広場にある円柱上に聖マルコを表す有翼の獅子像が設置された。以来、ヴェネツィアの獅子といえばこの像のことを指すことが一般的である。

## 概要
サン・マルコ広場に立っている聖マルコと聖テオドーロの円柱の片側（東側）の上に「有翼の獅子像」が設置されたのは、セバスティアーノ・ツィアニがヴェネツィアのドージェを務めていた1172年から1177年の間か、もしくは1268年の事だとされている。この「有翼の獅子像」は紀元前300年頃にはキリキア地方のタルススにおいて神の像として作られたものであり、ヴェネツィアにおいては同市の守護聖人である聖マルコを象徴するサン・マルコの獅子と位置付けられた。この遥か昔より修復を繰り返された有翼の獅子のブロンズ像は、現在はドゥカーレ宮殿内に保管され、円柱の上に設置されているものはそれのコピーである。
聖マルコと聖テオドーロの円柱のもう片側（西側）の円柱上には、聖マルコより古くから同市の守護聖人であった聖テオドーロの像が置かれている。ワニの上に乗り槍を持つ聖テオドーロ像は、龍を退治したというテオドーロの神話に基づいている。